# Guillaume Norbert
Guillaume Norbert (Châtenay-Malabry, 14 januari 1980) is een Franse voetballer (middenvelder) die sinds 2008 voor de Franse eersteklasser Le Havre AC uitkomt. Voordien speelde hij onder andere voor FC Lorient en FC Nantes.